# Osvát Kálmán
Osvát Kálmán, 1916-ig Roth Kálmán (Nagyvárad, 1880. január 18. – Budapest, 1953. augusztus 1.) orvos, magyar író, szerkesztő, Osvát Ernő öccse.

## Életrajza
Fontos alakja az erdélyi magyar irodalmi életnek, eredeti végzettsége szerint orvos volt. 1919-20-ban cikkezett a Jövő Népe c. folyóiratba, majd ő volt az, ki 1919-ben útjára indította az első romániai magyar szépirodalmi folyóiratot, a Zord Időt, amely Marosvásárhelyen jelent meg. Szerkesztője volt számos irodalmi folyóiratnak (Kalauz, Repríz, Osvát Kálmán Hétfői Levelei stb.). 1920-tól 1927-ig munkatársa volt a Korunk c. lapnak. 1945-ben bátyja, Osvát Ernő írásait is kiadta.

## Fontosabb munkái
- Szivárvány (versek, Bp., 1903);
- A jeruzsálemi templomban (elb., Bp., 1907);
- Levelek a fiamhoz (Marosvásárhely, 1923);
- Románia felfedezése (? 1923).